# Auferstehungskirche (Stralsund)

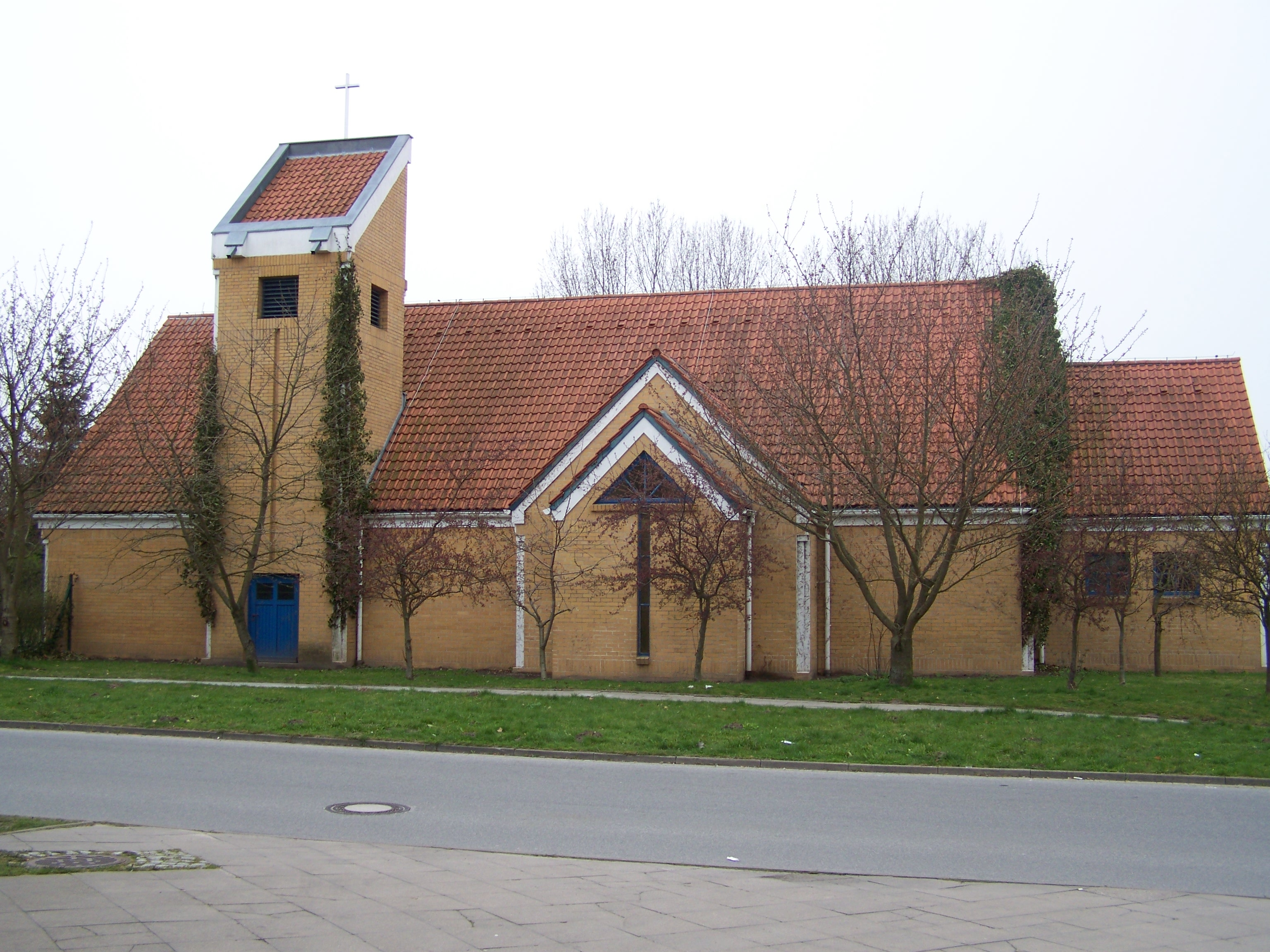
Die Auferstehungskirche in Stralsund

Die Auferstehungskirche Stralsund ist ein Kirchengebäude in Stralsund. Sie liegt im zuletzt errichteten Plattenbauviertel Grünhufe und ist die Kirche der Evangelischen Auferstehungsgemeinde. Sie wurde zur Jugendkirche Stralsund umgewandelt.

## Geschichte
Das Kirchengebäude, ein funktionales Gebäude mit gelber Klinkerverkleidung, wurde 1990 bis 1991 errichtet und am Palmsonntag des Jahres geweiht. Sie entstand mithilfe eines Kirchenbauprogramms in der DDR.

## Ausstattung
Um das Atrium des Bauwerks herum sind Foyer, Jugendraum, Eingang zum Gottesdienstraum und Gemeinderaum angelegt.
Der Altarbereich im Gottesdienstraum wurde von Friedrich Press gestaltet und in Betonguss mit Edelstahl ausgeführt. Er zeigt den Auferstandenen im Kreise seiner Jünger. Das sichtbare, aus Kiefernholz gefertigte Dachgestühl bildet einen Kontrast zum Beton der Altargruppe.

## Gemeinde
Die Auferstehungsgemeinde bildet heute zusammen mit der Luther-Gemeinde in der Tribseer Vorstadt die Luther-Auferstehungsgemeinde. Sie gehört seit 2012 zur Propstei Stralsund im Pommerschen Evangelischen Kirchenkreis der Evangelisch-Lutherischen Kirche in Norddeutschland. Vorher gehörte sie zum Kirchenkreis Stralsund der Pommerschen Evangelischen Kirche.
Die Arbeit der Jugendkirche wird vom Institut zur Erforschung von Evangelisation und Gemeindeentwicklung der Universität Greifswald wissenschaftlich begleitet.
Im Gemeindehaus entstand in Zusammenarbeit mit dem Kreisdiakonischen Werk Stralsund ein Nachbarschaftszentrum mit Umsonst-Laden. Das Projekt „Kirche im Wandel – Nachbarschaftszentrum in der Auferstehungskirche. Neuer Lebensmittelpunkt in Stralsund-Grünhufe“, eingereicht durch das Kreisdiakonische Werk Stralsund e.V., wurde am 24. Januar 2013 in Berlin als eines von zehn Projekten mit dem Preis Soziale Stadt 2012 ausgezeichnet.